# Ново-Михайловское нефтегазовое месторождение
Ново-Михайловское — нефтегазовое месторождение России, расположено в восточной части Хакасии в Алтайском районе. Открыто 9 октября 2011 года.
Оператором месторождении является местная нефтяная компания Прогресс-С.